# Kalverstraat 3-5

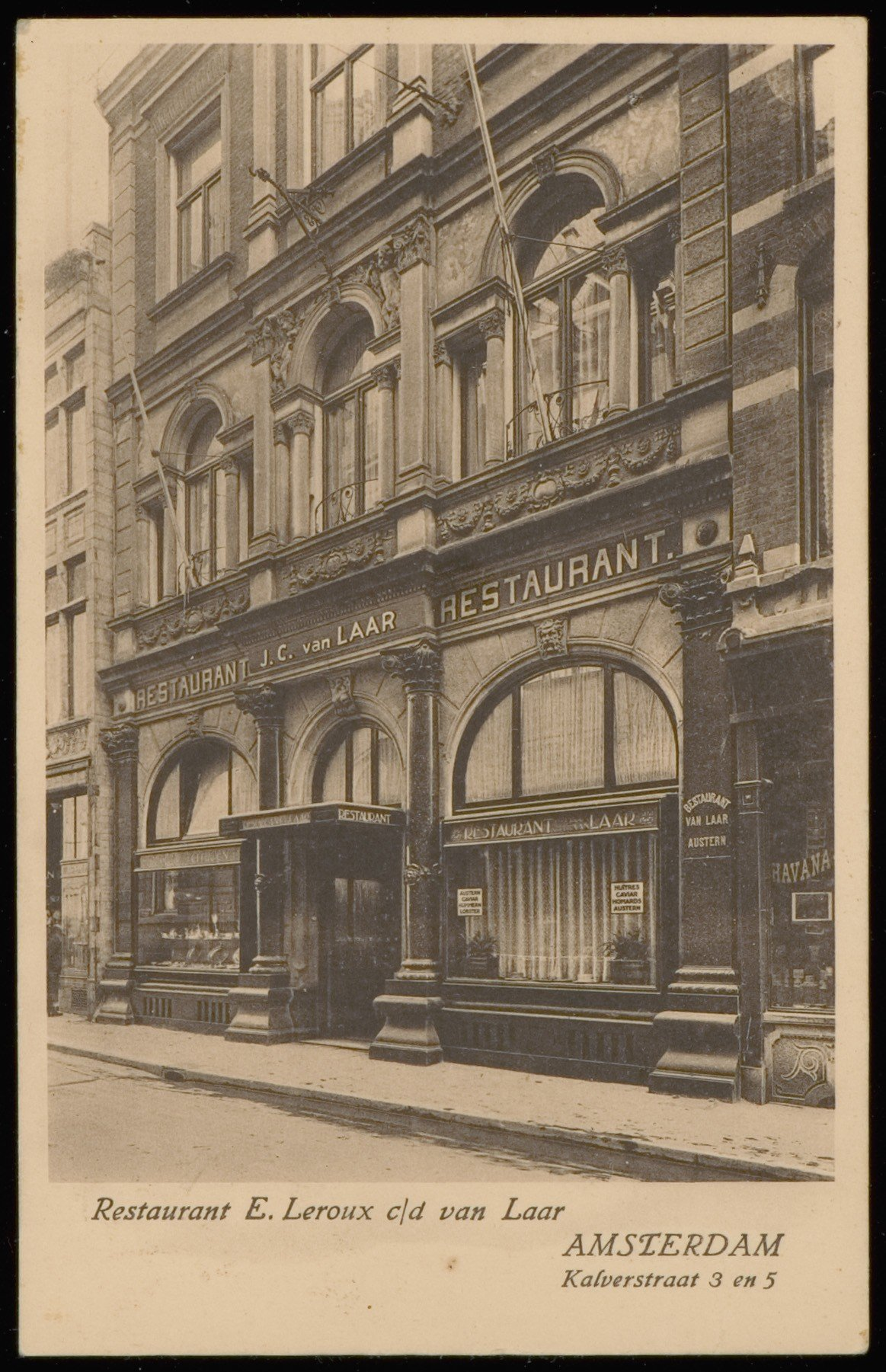
Gebouw in 1928

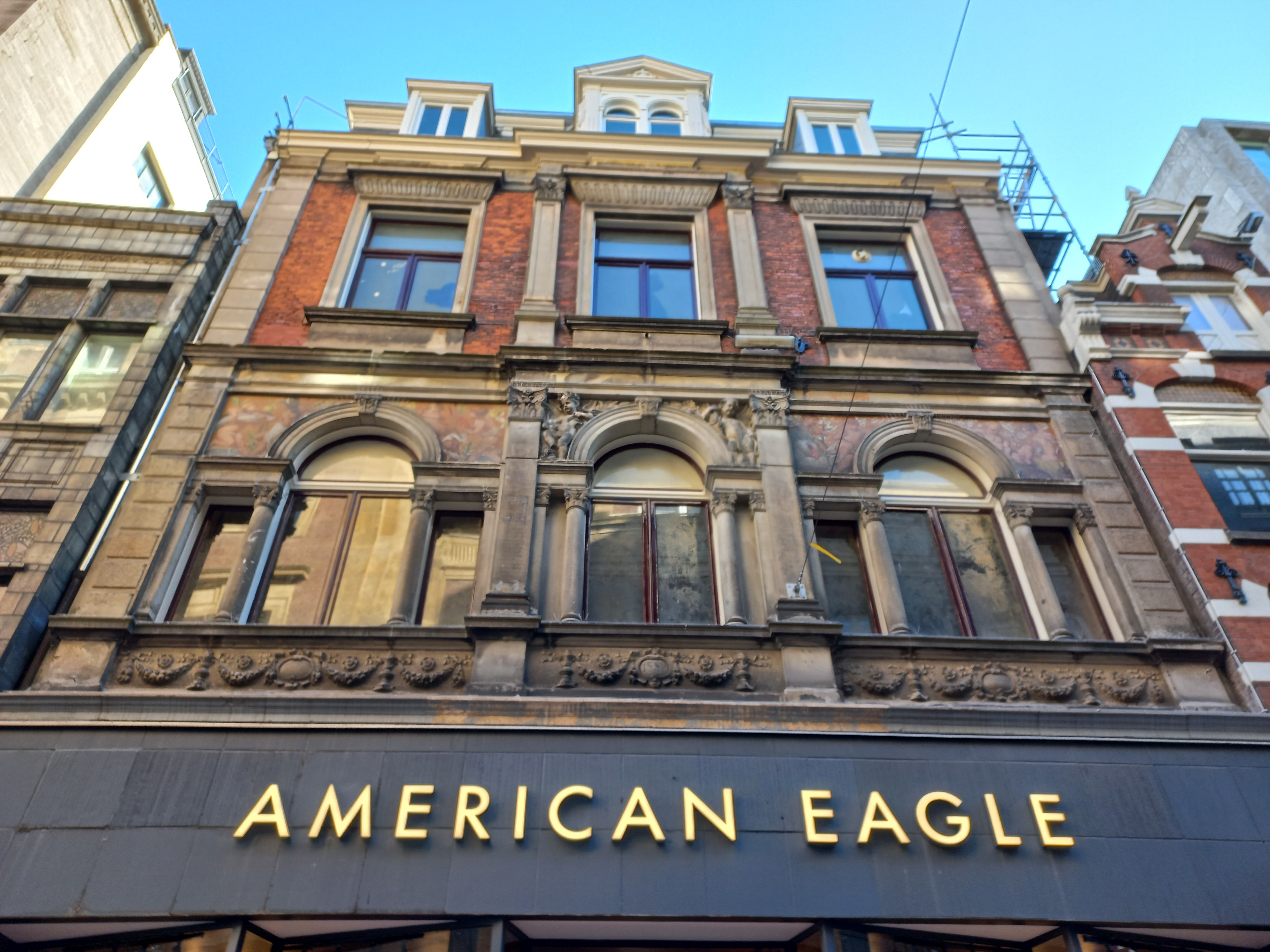
Oorspronkelijk deel (oktober 2024)

Kalverstraat 3-5 te Amsterdam-Centrum is een gebouw aan de Kalverstraat in Amsterdam. Het gebouw loopt door naar de afgesloten Kromelleboogsteeg 5-7.

## Inleiding
De Kalverstraat is een van de oudste straten van Amsterdam. De oorsprong voert terug op de tijd dat Amsterdam nog uit twee stadshelften aan beide zijden van de Amstel bestond. Pas later werd er een Dam ingelegd, de latere Dam. De Kalverstraat is daarom op alle stadsplattegronden te zien. De lange geschiedenis houdt ook in dat er diverse keren gebouwd, afgebroken, opgehoogd en herbouwd werd/moest worden. 

## 1889
Voor Kalverstraat 3-5 geldt dat de grootste verbouwing plaatsvond in 1889. Visrestaurant Van Laar had aan architecten Theodoor Gerard Schill en D.H. Haverkamp opdracht gegeven een gebouw te maken. J.C. van Laar (al eigenaar van een van de panden) ging er een viswinkel annex visrestaurant uitbaten; tevens werd een woning ingebouwd. De aanbesteding volgde in maart 1889; de opening in oktober van dat jaar. Twee ongelijke panden sneuvelden daarvoor. Ze lieten een gebouw van drie bouwlagen neerzetten waarbij de gevel aan de Kalverstraat rijk versierd werd met veel natuursteen annex marmer. De begane grond kreeg twee enorme raampartijen met rondboogconstructies met als sluitsteen gebeeldhouwde koppen. Tussen deze twee etalages kwam de entree, een versmalde uitvoering van de twee raampartijen. De grenzen tussen al dat glas kwam van pilasters annex pilaren. Een lijst naar de eerste verdieping vermeldde de naam van de firma. Die overgang laat ook over de volle breedte van de gevel festoenen en cartouches zien; centraal staat de jaarsteen 1889. De eerste verdieping wordt gevormd door drie raampartijen die de begane grond volgen. Ook hier zijn ter afbakening pilaren gebruikt. De raampartijen worden weer afgesloten met rondboogconstructie (waarin geen ramen). Overgebleven ruimten boven die rondboogconstructies werden opgevuld met lavaplaten met schilderwerk uit de fabriek F. Gillet in Parijs. De beschilderingen daarvan kwamen van de hand van Ernst Witkamp en Nicolaas van der Waay, die ook in het binnenwerk actief waren. De afbeeldingen laten kinderen spelend met waterdieren zien. De middelste raampartij bevat geen beschilderingen, maar beeldhouwwerk. Naar de tweede verdieping vindt aan aanmerkelijke vereenvoudiging plaats; hier zijn tussen de natuursteen pilasters oppervlakten te zien van baksteen. Onder het schilddak met dakkapellen bevindt zich dan nog een zolder. Niet alleen het exterieur werd luxe uitgevoerd, ook aan het interieur werd ruimschoots aandacht besteed. Ook hier boogconstructies op pilaren en tal van muurschilderingen.

## Teloorgang
Van Laar zou er circa tien jaar zijn visrestaurant uitbaten. Daarna ging in het interieur veel verloren door steeds weer terugkerende verbouwingen om de doelmatigheid van het gebouw en de zalen aan te passen aan nieuw gebruik. Een verbouwing in 1935 tot "Cafetaria Dixy" bracht onder interieurarchitect Anton Hamaker en kunstenaars Jaap Gidding en Nicolaas Charles Dekker weer verfraaiingen met onder meer vergezichten op Amsterdam. Die gingen weer deels verloren na nieuwe verbouwingen. Ook de originele begane grond verdween in de jaren.
Bij een grote verbouwing in 2024 kwamen sommige beschilderingen toch weer aan de oppervlakte. Zij zaten jarenlang verborgen achter lambriseringen en stucwerk, maar toen dat verwijderd moest worden, kwam een deel van de originele plafonds en beschilderingen weer tevoorschijn. Wel waren zij deels beschadigd door het vele kabelwerk dat in de loop der jaren was aangebracht. Overigens verdwenen de beschilderingen na de verbouwing weer. Bureau Monumenten en Archeologie vond dat enerzijds jammer, anderzijds waren ze weer voor jaren beschermd.  
Na de verbouwing trok een kledingwinkel in het gebouw. Het gebouw is inmiddels gemeentelijk monument (214006), mede doordat de oorspronkelijke bestemming van het gebouw terug te herleiden is uit de gevelornamentering.